# Stjepan Podhorsky
Stjepan Podhorsky (* 21. Dezember 1875 in Zagreb, Königreich Kroatien und Slawonien; † 13. Oktober 1945 in Zagreb, Jugoslawien) war ein jugoslawischer Architekt.

## Kindheit
Stjepan Podhorsky wurde 1875 in Zagreb geboren. Nach seiner Schulzeit entschloss sich Podhorsky Architekt zu werden. Seine architektonische Grundausbildung beendete er im Jahre 1896 erfolgreich in seiner Heimatstadt und wurde Schüler des deutschstämmigen Architekten Hermann Bollé.

## Lehrjahre
Zwischen Bollé und Podhorsky kam es bald zu einer ersten Meinungsverschiedenheit bezüglich der von Bollé angewandten Kunstausrichtung des Purismus, die er zur Erneuerung des kroatischen architektonischen Kulturguts anwandte. Um seinen trotzigen Schüler maßzuregeln, erhielt Podhorsky im Jahre 1901 den Auftrag, dass serbisch-orthodoxe Kloster Grgeteg, in der Fruška Gora gelegen, mitzugestalten und an der Rekonstruktion teilzunehmen. Es kam dabei erneut zu einer Meinungsverschiedenheit zwischen dem Lehrmeister und seinem Schüler. Bollé der die Meinung vertrat die dort befindliche Ikonostase zu entfernen, trifft auf Podhorsky's absoluten Widerstand.

## Wirken
Nach dieser Begebenheit verließ Podhorsky seinen Lehrmeister und widmete sich in den Jahren 1901/02 zunächst der Erneuerung einer mittelalterlichen Kirche in Oštarije bei Josipdol, die der „Seligen Jungfrau Maria“ geweiht ist. Im Jahre 1903 setzte Podhorsky seine architektonische Ausbildung in Wien bei Victor Luntz fort. Er kehrte in seine Geburtsstadt Zagreb zurück und führte ab dem Jahre 1906 architektonische Bauten aus, darunter die „Villa Heim“.
Podhorsky gründete den „Kroatischen Architekten Klub“, der seine erste Sitzung am 20. Mai 1905 abhielt, dem er als Präsident bis zu seiner Auflösung auch vorstand. Podhorskys architektonische Tätigkeit ist zeit seines Lebens erfolgreich verlaufen. Einer seiner beruflichen Höhepunkt wurde die Restaurierung der „Heilig-Kreuz-Kirche“ in Križevci im Jahre 1910. In diesem Zusammenhang kam es mit einem beruflich befreundeten Freund Bollés zu Streitigkeiten. Sie endeten für Podhorsky mit der nicht zur erlangenden Professur für Architektur an der architektonisch-technischen Mittelschule, deren Vorsitzender zu der Zeit sein ehemaliger Lehrmeister Hermann Bollé war.
Nach dem Ersten Weltkrieg beschäftigte er sich mit Bau und Restaurierung von Mausoleen und Kirchen. 1936/37 erbaute er in Zagreb das Franziskanerkloster „St. Anton“, das seit 1950 als „Theater Komödie“ genutzt wird.
Stjepan Podhorsky verstarb am 13. Oktober 1945 in Zagreb.